# Bécarde huppée
Pachyramphus validus
Espèce
Répartition géographique
Statut de conservation UICN

 LC  : Préoccupation mineure
La Bécarde huppée (Pachyramphus validus) est une espèce de passereaux de la famille des Tityridae.

## Description

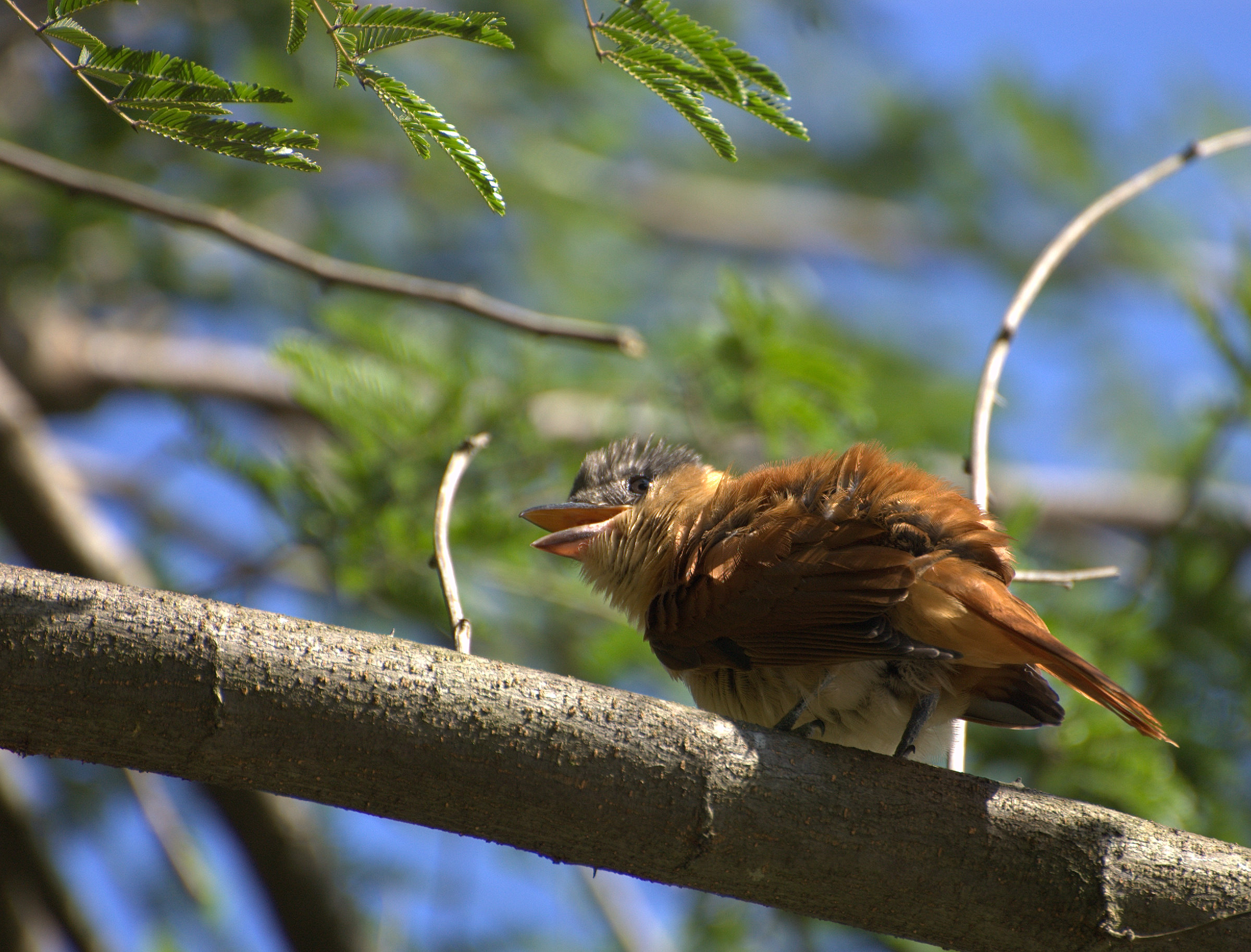
Une bécarde huppée à l'Horto florestal de São Paulo.

## Liste des sous-espèces
Selon la classification de référence du Congrès ornithologique international (15.1, 2025) :
- P. v. audax (Cabanis, 1873) — yungas, yungas méridionales et environs ;
- P. v. validus (Lichtenstein, MHK, 1823) — centre/est de l'Amérique du Sud.